# Elisabet av Kujavien
Elisabet av Kujavien, född 1315/20, död efter 22 augusti 1345, var en polsk adelskvinna från huset Piast och tredje maka till ban Stefan II av Bosnien.

## Biografi
Elisabet föddes cirka 1315/1320 som enda dottern till hertig Kasimir III av Gniewkowo och hans maka, vars namn och härkomst är okänd. Hennes bror, hertig Vladislav den vite, kandiderade senare till den polska tronen.
År 1323 ville kung Karl I av Ungern öka sitt inflytande över Stefan II. Genom att köpslå om Elisabets hand, sin egen makas släkting, till Stefan II, fick Karl I markerna i väst samt Usora och Soli i norr som tidigare tillhörde ban Mladen I Šubić av Bribir respektive kung Stefan Vladislav II av Srijem. Bröllopet firades 1339 och fram till dess var Stefan II gift med en okänd bulgarisk prinsessa.
Elisabets enda bekräftade barn är Elisabet av Bosnien, som föddes cirka 1340. Det är omtvistat om grevinna Katarina av Bosnien är dotter till Stefan II och Elisabet eller till Vladislav av Bosnien, Stefan II:s bror, och hans maka Helena Šubić. Hon kunde också fått sonen Vuk, som kan ha överlevt spädbarnsåldern men avled innan sin faders död. Vuk kunde emellertid ha varit son till en av Stefan II:s två tidigare makor.
Elisabet dog före sin make någon gång efter 22 augusti 1345. Hennes dödsorsak är okänd, men det är möjligt att hon avled på grund av digerdöden som härjade i Europa under 1300-talet. Hon begravdes i en grav i Bobovac, som hon senare delade med sin make, svåger och svägerska. Efter banessa Elisabets död uppfostrades dottern Elisabet av den ungerska änkedrottningen Elisabet, vilket snart ledde till dotterns giftermål med kung Ludvig I av Ungern.